# Hawker Hector
Hawker Hector byl britský dvouplošný letoun pro spolupráci s armádou a spojovací službu, který vznikl koncem 30. let 20. století. Na počátku druhé světové války sloužil v Royal Air Force, v jehož řadách krátce zasáhl do bojů v průběhu bitvy o Francii. Několik kusů bylo později prodáno Irsku. Typ byl pojmenován podle mytického trojského prince Hektóra.

## Vznik a vývoj
Hector byl zamýšlen jako náhrada stroje pro spolupráci s armádou Hawker Audax, který by překlenul období než do služby vstoupí vítěz konkursu podle specifikací A.39/34. Jednalo se o posledního vzniklého příslušníka rodiny strojů Hawker Hart. Návrh a výroba prototypu proběhla u firmy Hawker, ale sériové stroje byly vyráběny společností Westland v somersetském Yeovilu. Protože motory Rolls-Royce Kestrel byly potřeba pro program výroby letounů Hawker Hind, bylo nutno vybrat alternativní pohonnou jednotku, jíž se stal motor s válci do H Napier Dagger. Prototyp poprvé vzlétl 14. února 1936, pilotován George Bulmanem.
Kromě prototypu vzniklo 178 sériových letadel, z nichž 13 bylo v letech 1941–1942 dodáno Irsku.

## Operační historie
Počínaje únorem 1937 začaly Hectory přicházet do výzbroje celkem sedmi perutí RAF pro spolupráci s armádou, ale již od července 1938 začaly být u pravidelných jednotek nahrazovány letouny Westland Lysander. Hectory pak byly předány útvarům Auxiliary Air Force.
V květnu 1940 procházela 613. peruť přezbrojením na Lysandery na základně RAF Hawkinge, odkud začala podnikat lety na podporu spojeneckých vojsk odříznutých v Calais. Dne 26. května spolu s Lysandery podniklo střemhlavý nálet na německé pozice okolo města i šest Hectorů, a následujícího dne byly dva Hectory sestřeleny při pokusu o shoz zásob pozemním vojskům, aniž by bylo známo, že tamní posádka již mezitím kapitulovala. V roce 1940 RAF Hectory přeřadilo k pomocným úlohám při vleku cvičných terčů a výcvikových kluzáků General Aircraft Hotspur.
V období po evakuaci z Dunkerku získal několik exemplářů typu také Irský letecký sbor. Většina z nich byla ve špatném stavu. Britské ministerstvo války
je Irsku prodalo na jeho žádost o vojenská letadla, za situace kdy ozbrojené síly Irska nebyly připraveny na vedení rozsáhlých bojových operací, a v oblasti dodávek vojenského materiálu byly téměř zcela závislé na Spojeném království. Zajištění obrany Irska bylo i v britském zájmu, ale v době probíhající bitvy o Británii Hectory představovaly ten nejlepší typ, který mohl být irské vládě odprodán. V Irsku byl letoun značně neoblíben u příslušníků pozemní obsluhy, vzhledem ke složitosti a nespolehlivosti motorů Dagger, které měly dvacet čtyři válců ve velmi kompaktní konfiguraci, která komplikovala přístup k nim.

## Varianty
- Hector Mk.I: dvoumístný letoun pro spolupráci s armádou.

## Zachované kusy
V polovině 90. let byly v obci Dundrum na okraji Dublinu objeveny trosky nejméně jednoho irského Hectoru, spolu s pozůstatky dalších letounů Hawker, a je plánována jeho restaurace. Na úbočí Red Pike v anglické Jezerní oblasti se nacházejí trosky Hectoru sériového čísla K8096, který tam havaroval 8. září 1941, přičemž jeho pilot zahynul.

## Uživatelé
- Irsko
  - Irský letecký sbor
- Spojené království
  - Royal Air Force[6]
    - 2. peruť RAF
    - 4. peruť RAF
    - 13. peruť RAF
    - 26. peruť RAF
    - 53. peruť RAF
    - 59. peruť RAF
    - 296. peruť RAF
    - 602. peruť RAF
    - 612. peruť RAF
    - 613. peruť RAF
    - 614. peruť RAF
    - 615. peruť RAF

## Specifikace
Údaje podle Hawker Aircraft since 1920.

### Technické údaje
- Osádka: 2 (pilot a pozorovatel/střelec)
- Rozpětí: 10,72 m (36 stop a 11½ palce)
- Délka: 9,09 m (29 stop a 11¾ palce)
- Výška: 3,18 m (10 stop a 5 palců)
- Nosná plocha: 33,1 m² (346 čtverečních stop)[2]
- Prázdná hmotnost: 1 537 kg (3 389 liber)
- Vzletová hmotnost: 2 227 kg (4 910 lb)
- Pohonná jednotka: 1 × vzduchem chlazený motor s válci do H Napier Dagger III
- Výkon pohonné jednotky: 601 kW (805 hp)

### Výkony
- Maximální rychlost: 301 km/h (162 uzlů, 187 mph) ve výši 1 999 m (6 560 stop)
- Pádová rychlost: 80,5 km/h (44 uzlů, 50 mph)[8]
- Dolet: 483 km (261 Nm, 300 mil)[2]
- Dostup: 7 815 m (24 000 stop)
- Zatížení křídel: 67,3 kg/m² (14,2 lb na čtvereční stopu)
- Poměr výkon/hmotnost: 0,27 kW/kg (0,17 hp/lb)
- Výstup do výše 10 000 stop (3 050 m): 5 minut 40 sekund

### Výzbroj
- 1 × synchronizovaný kulomet Vickers Mk.V ráže 7,7 mm
- 1 × pohyblivý kulomet Lewis ráže 7,7 mm (na lafetě Hawker)
- 2 × letecká puma o hmotnosti 104 kg (230 lb) anebo 4 × puma hmotnosti 22,6 kg (50 lb) či odpovídající náklad zásobovacích kontejnerů[2]
- možnost instalace fotokamery a závěsníků pro nesení světlic